# Yūdai Baba
Yūdai Baba (馬場雄大?, Baba Yūdai; Toyama, 7 novembre 1995) è un cestista giapponese, di ruolo guardia.

## Caratteristiche tecniche
È forte nel saper sfruttare l'attacco nelle azioni in contropiede, può giocare nel ruolo di ala piccola facendo uso della velocità di corsa e dello slancio fisico per segnare punti, inoltre è abile anche nei passaggi, può pure ricoprire la posizione di guardia tiratrice dimostrando buone capacità di tiro fuori dal semicerchio. Sa usare la schiacciata che viene chiama "Baba Boom".

## Biografia
Suo padre Toshiharu ha giocato nella nazionale giapponese di basket, Yūdai è stato un membro della squadra di pallacanestro del liceo Toyama Daiichi dove il padre occupava il ruolo di allenatore, nella prefettura di Toyama. Dopo il diploma ha frequentato l'Università di Tsukuba. È sposato con l'attrice Kanna Mori.
La sua carriera nel professionismo ha inizio nel 2017 con l'Alvark Tokyo vincendo per due anni consecutivi il campionato della B.League nel secondo ottiene il titolo di MVP. È stato il primo giocatore nipponico della B.League che ha ottenuto un contratto con l'NBA, infatti ottiene una possibilità con i Dallas Mavericks, ha giocato in alcune partite pre-campionato, ma poi lo hanno ceduto ai Texas Legends, squadra succursale che milita nella NBA G League, le partite per un po' di tempo sono state limitate per via della pandemia. È stato il primo giocatore giapponese a militare nei Melbourne United nella NBL, campionato di basket australiano.
È stato, a partire dal 2018, che Baba insieme a Rui Hachimura e Yuta Watanabe ha iniziato a consolidare la sua posizione come uno dei pilastri nell'evoluzione della pallacanestro della nazionale del Giappone, durante le qualificazioni per i Campionati mondiali del 2019 con otto punti contribuisce alla vittoria contro l'Australia imponendosi per 79–78, una volta arrivati ai mondiali il Giappone perde tutte le partite, è stato nel match contro gli Stati Uniti perso per 98–45 che Baba ha tenuto la sua prestazione migliore con 18 punti, ha persino segnato con una schiacciata. Il Giappone è protagonista di una prestazione migliore nel mondiale successivo, nell'edizione 2023 riuscendo a ottenere la prima storica vittoria nel torneo contro una nazionale europea, battendo per 98-88 la Finlandia, durante la partita è stato Baba con una schiacciata il primo a segnare un canestro per il Giappone.